# Rock estonien
Le rock estonien désigne le rock interprété par des groupes et artistes estoniens. Il est l'un des anciens pays du bloc soviétique les plus actifs, notamment grâce à sa scène de rock progressif.

## Histoire
La scène rock progressif apparait en Estonie au début des années 1970. Il était à l'époque difficile d'obtenir des enregistrements de rock progressif étranger si ce n'est par la contrebande pour des groupes comme King Crimson. Le premier groupe important de rock progressif estonien est Ruja (en) formé en 1971 qui ajoute à ses compositions des vers des poètes estoniens. On peut également citer le groupe précurseur Mess de Sven Grünberg qui est suivi par les groupes Psycho et Noor Eesti qui introduit le basson dans le rock progressif. Comme il était à l'époque difficile de trouver des instruments, notamment les claviers, des artistes comme Härmo Härm créaient leurs propres synthétiseurs. 
À la fin de la décennie sortent les premiers albums, dont le single Põhi, lõuna, ida, lääs de Ruja. Cependant le rock progressif laisse rapidement la place au punk. Ainsi des musiciens de progressif créent le groupe de punk rock Propeller.
Ruja, Erkki-Sven Tüür et Olav Ehala rendent à nouveau le rock progressif populaire avec leur opéra rock Johnny. Le spectacle est cependant arrêté après quelques représentations, les autorités soviétiques trouvant le message subversif. Ruja, redynamisé s'oriente dans de nouvelles directions en s'inspirant notamment du punk et du rockabilly. Le groupe In Spe devient rapidement aussi connu que Ruja et leur premier album intéresse même les amateurs de rock progressif étrangers. Kaseke avec Ain Varts et Riho Sibul dominent la scène du rock progressif pendant plusieurs années et jouent notamment au Tartu Rock Festival. D'autres groupes naissent comme Garshnek de Nevil Blumberg, Synopsis, Linnu Tee et Proov 583. 
À la fin des années 1980, Alo Mattiisen et d'autres musiciens contribuent à la Révolution chantante, combat non violent pour l'indépendance. Quand l'Estonie redevient indépendante, en 1991, elle souffre temporairement d'une récession économique qui fragilise la scène rock. La techno en provenance de l'étranger devient alors plus populaire que le rock.
Pendant les années 1990, quelques groupes de rock progressif restent actifs comme WW, alors que l'interêt de l'étranger s'accroît pour le rock progressif estonien. Ainsi les Ruja et In Spe ressortent leurs anciens albums. On assiste également au succès de groupes comme Echosilence et VSP Projekt.